# Ernest Henri Besnier
Ernest Henri Besnie (Honfleur, no departamento de Calvados (Basse-Normandie), 21 de abril de 1831 - Paris, 15 de maio de 1909) foi um dermatologista francês.
Foi filho de um oficial francês que se mudou da cidade de  Givet para a cidade de Marselha e em seguida para Orléans. Depois de um estudo notavelmente bem sucedido em Paris com Jean Baptiste Barth (1806-1877) e Antoine Pierre Ernest Bazin (1807-1878), ele recebeu seu doutorado em 1857.
Besnier tornou-se médico hospitalar em 1863, posteriormente ocupando cargos em vários hospitais de Paris nos anos de 1873, conseguindo se especializar em dermatologia no Hôpital St. Louis, da qual se tornou diretor no mesmo ano.
Em 1881 foi eleito membro da Academia de Medicina como higienista por causa de suas contribuições para a epidemiologia.
Em sua especialidade, a dermatologia, Besnier tentou equilibrar as diferenças entre a escola francesa e a escola de Viena e com Pierre Adolphe Adrien Doyon (1827-1907) fundou a revista Annales de dermatologie et de syphiligraphie.
Besnier publicou uma tradução francesa de Moriz Kaposi, um livro sobre as anormalidades da pele em 1881. Ele mesmo escreveu sobre as epidemias e a adulteração de produtos alimentares, bem como sobre as infecções parasitárias e seu manuseio. Ele criou o termo biópsia,(exame para amostras de tecidos). Além de Besnier ser dermatologista, também se preocupou com outros campos, como o prova uma publicação sua sobre o reumatismo.
Besnier foi nomeado para uma cadeira no Collège de Medecin, mas devido a uma súbita mudança no ministério  da saúde isso não foi possível. Besnier não protestou e continuou a ensinar no Hospital St. Louis  por alguns anos.
Ele construiu laboratórios de histopatologia e parasitologia no hospital de St. Louis, e devemos a ele o termo e a técnica da biópsia.
Besnier introduziu o termo lúpus pérnio, e fez estudos sobre outras doenças de pele, como o Prurigo de Besnier.